# Cressat
Cressat é uma comuna francesa na região administrativa da Nova Aquitânia, no departamento de Creuse. Estende-se por uma área de 32,68 km². Em 2010 a comuna tinha 548 habitantes (densidade: 16,8 hab./km²).